# Juan Antonio Rosa
Juan Antonio Rosa Ramos (Malaga, 12 maggio 1969) è un ex cestista spagnolo.

## Carriera
Con la Spagna conquistò la medaglia d'argento ai Giochi del Mediterraneo del 1987.